# Ati (popolo)
Gli Ati o anche Ata sono un gruppo etnico delle Filippine facente parte del più ampio gruppo dei Negritos delle Filippine e i cui componenti si trovano ancora sparsi tra il sud dell'isola di Panay e l'isola di Negros. La popolazione degli Ati è stimata, con dati che risalgono al 1995, in circa 57 000 persone. La lingua utilizzata dagli Ati è lo ati o inati e viene parlata insieme all'ilongo, e più precisamente la variante Kinaray-a, prevalentemente usata dalle popolazioni del Visayas Occidentale, di Panay e nelle provincie di Iloilo e Provincia di Capiz.
La distribuzione di questa popolazione è prevalente sull'isola di Panay con 23 baranggay nella provincia di Antique, 21 in quella di Iloilo, 2 ad Aklan e una a Provincia di Capiz mentre sull'isola di negros gli ati occupano solo 3 barnggay. Fino ai primi anni del Novecento, invece, gli ati erano particolarmente numerosi in un'area a sud ovest della città di Escalante e a nord del vulcano Kanlaon nel Negros Occidental.

## Aspetto fisico

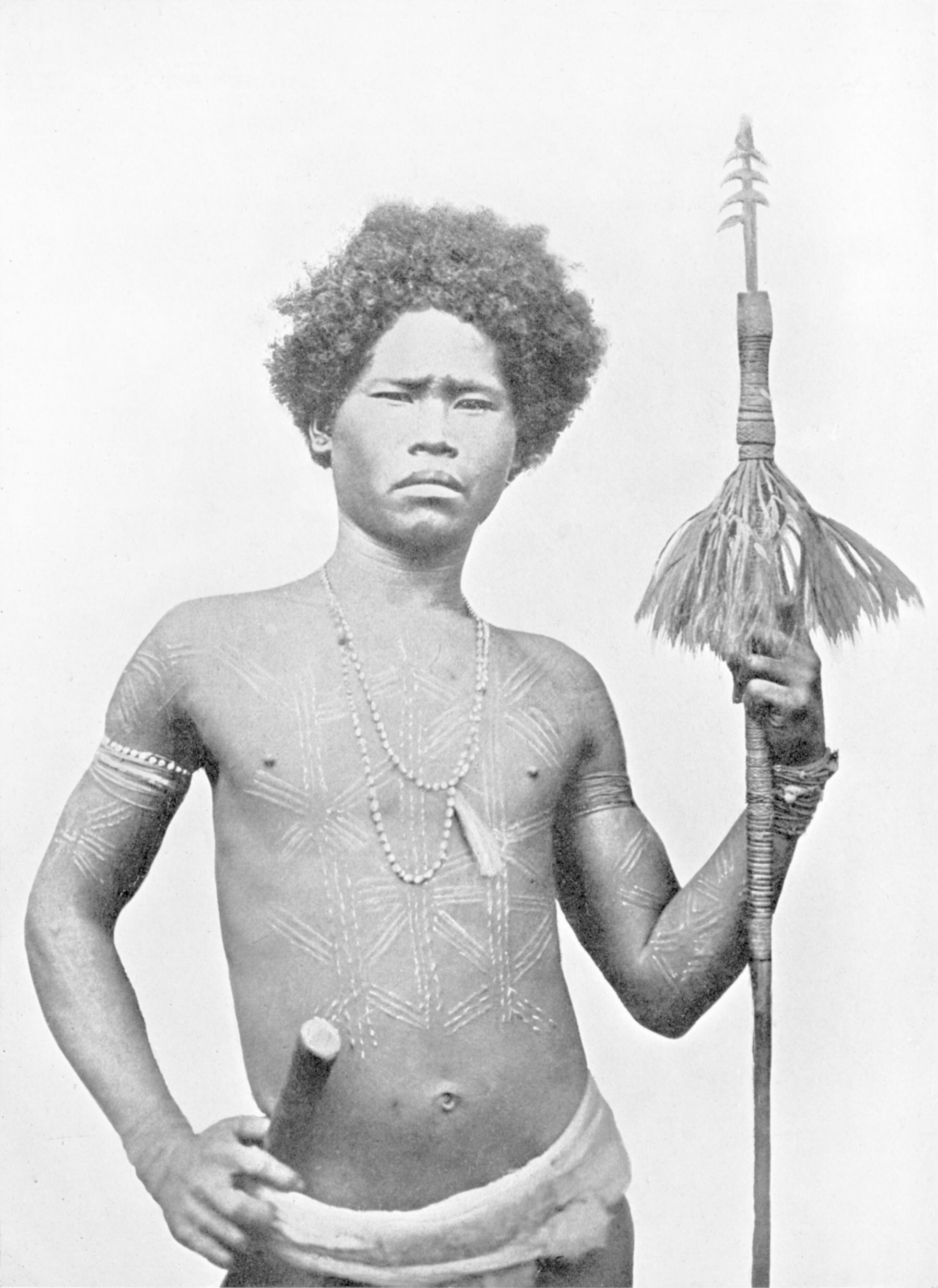
Un negrito di Luzon all'inizio del '900

Gli ati sono generalmente caratterizzati da tratti acquisiti dalle popolazioni Negritos: bassi di statura e snelli, capelli neri e crespi particolarmente fitti nelle donne, pelle liscia ma grassa di colore cioccolato scuro o quasi nero, naso piccolo e largo alla base e occhi tondi e scuri. Secondo gli antropologi Rudolf Rahmann, rettore tedesco dell'Università di San Carlos nel Negros Oriental negli anni Cinquanta, e Marcelino Maceda, nel 1955 esistevano ancora, nella parte settentrionale di Negros, alcuni ati o negritos di sangue puro il cui numero, però, sarebbe stato già all'epoca in forte diminuzione per via dei matrimoni contratti con individui di altre etnie.